# یواس‌اس کوپلند (اف‌اف‌جی-۲۵)
یواس‌اس کوپلند (اف‌اف‌جی-۲۵) (به انگلیسی: USS Copeland (FFG-25)) یک کشتی بود که طول آن ۴۵۳ فوت (۱۳۸ متر), در کل بود. این کشتی در سال ۱۹۸۰ ساخته شد.